# مریوت
مریوت (به انگلیسی: Merriott) یک روستا و محله مدنی در بریتانیا است که در سامرست جنوبی واقع شده‌است. مریوت ۱٬۹۷۹ نفر جمعیت دارد.